# Katie Schlukebir
Katie Schlukebir (Kalamazoo, 29 aprile 1975) è un'ex tennista statunitense.

## Carriera
In carriera ha vinto un titolo di doppio, il Bell Challenge nel 1999, in coppia con Amy Frazier. Nei tornei del Grande Slam ha ottenuto il suo miglior risultato raggiungendo i quarti di finale di doppio agli US Open nel 1998 e di doppio misto a Wimbledon nel 2000.

## Statistiche

### Doppio

#### Vittorie (1)
| Numero | Anno            | Torneo                 | Superficie | Compagna    | Avversarie in finale     | Punteggio |
| 1.     | 7 novembre 1999 | Bell Challenge, Québec | Cemento    | Amy Frazier | Cara Black Debbie Graham | 6-2, 6-3  |

### Doppio

#### Finali perse (1)
| Numero | Anno           | Torneo                                           | Superficie | Compagna            | Avversarie in finale           | Punteggio |
| 1.     | 6 gennaio 2001 | Thalgo Australian Women's Hardcourts, Gold Coast | Cemento    | Meghann Shaughnessy | Giulia Casoni Janette Husárová | 6-7, 5-7  |